# Hortustunnel
De Hortustunnel (brug 464) is een viaduct in Amsterdam-Centrum.

## Viaduct
Ze is gelegen in de zuidoever van de Nieuwe Herengracht en leidt naar het Dr. D.M. Sluyspad en het Hortusplantsoen. Over het viaduct, gebouwd van beton en gedragen door een betonnen paalfundering, voert de Weesperstraat, een van de radiaalwegen van Amsterdam. De tunnel werd aangelegd in een periode waarin de omgeving van de IJtunnel werd gereconstrueerd onder leiding van de gemeentelijke afdeling Stadsontwikkeling, waarbij ook Dick Slebos betrokken was. Het betonnen viaduct ligt even ten zuiden van de M.S. Vaz Diasbrug en wel vlak achter haar basculekelder. Ze heeft betonnen relingen langs het autogedeelte. De onderdoorvoer voor voetgangers en fietsers, die hier een oost-westverbinding kregen, bestaat uit betonnen wanden, lijkend op een damwand. Na verloop van tijd bleek de situatie rondom de tunnels een behoorlijke onveiligheid op te leveren. Zo trokken de verkeers- en voetgangerstunnel op het Mr. Visserplein allerlei gespuis aan, werden gesloten en ten slotte verdwenen ze onder het zand of werden afgebroken. In dat project bevond zich ook deze tunnel. Kunstenaar/graficus Lou Heldens kwam met een plan de langzaamvervoertunnel veiliger te maken. Hij kwam met een aantal verlichte vitrines tussen het voet- en fietspad. Deze vitrines boden zicht op enkele kunstwerken, zo was er in 1998 een dienstregeling te zien van de Deutsche Bundesbahn en later een monster. De dienst Onderhoud Bruggen vond een aanvullende oplossing; delen van de betonnen wand werden weggezaagd, waardoor er meer licht in de tunnel kwam.  

## Hiëroglyfen
Heldens liet de wanden van de onderdoorgang bekleden met witte tegels waarop in zwart door hem ontworpen hiërogliefschrift is geplaatst. Het zou zijn weergave zijn van "op doortocht". 

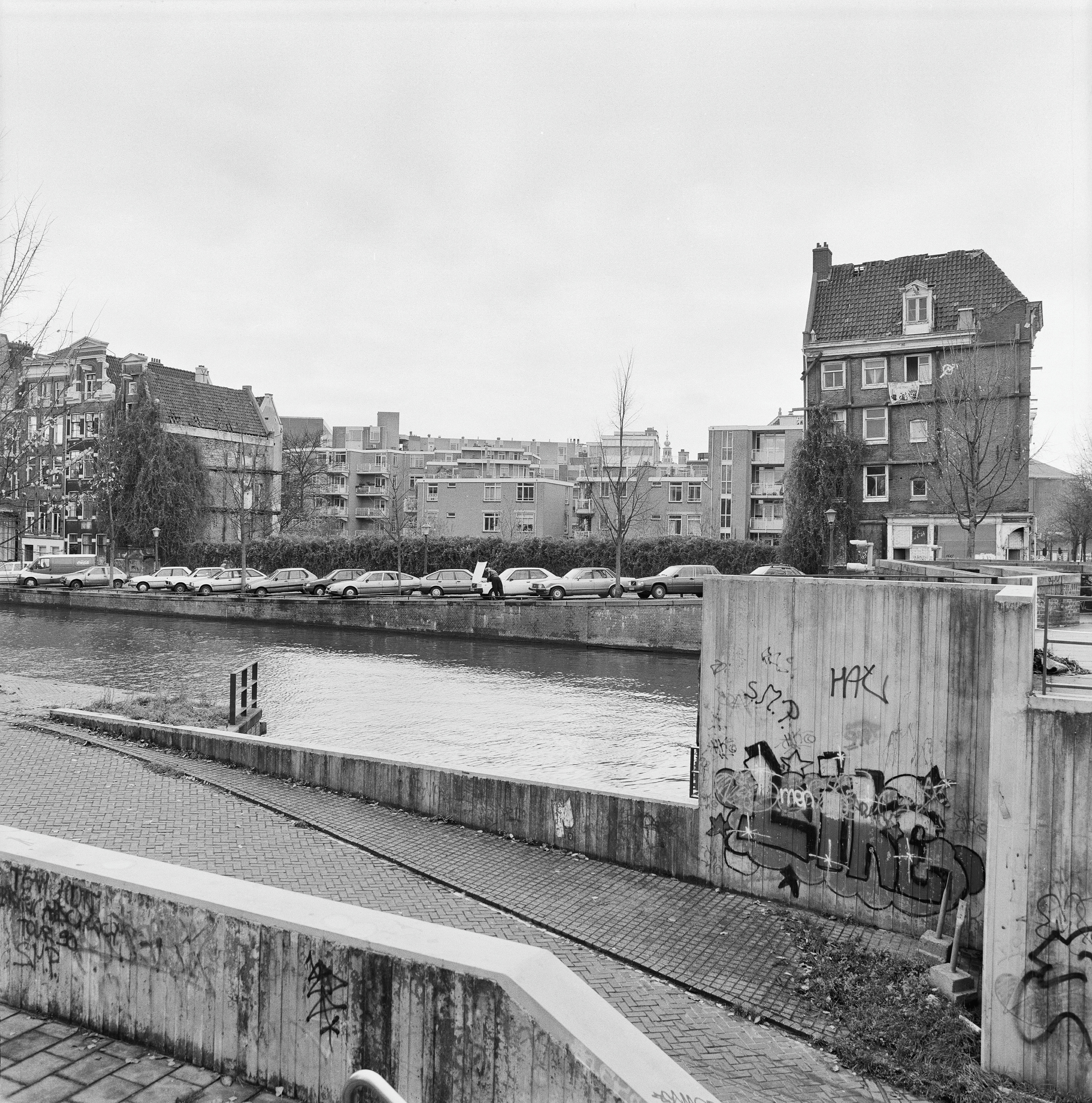
Inrit Hortustunnel in 1990 In het gat tussen de woningen werden caissons gebouwd voor de metro
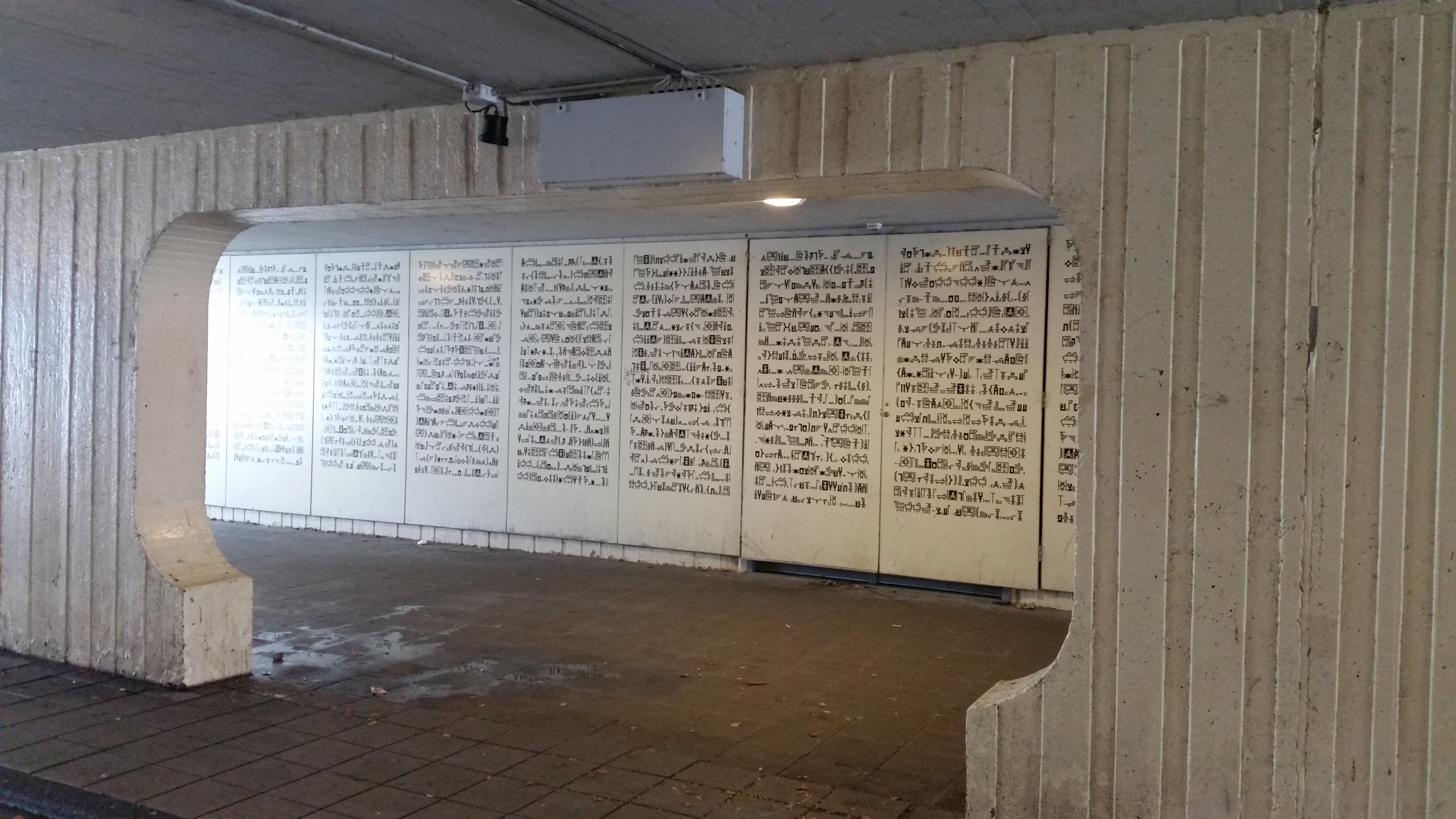
Uitgezaagd deel met Hiëroglyfen (augustus 2018)

<<< · 400 · 401 · 402 · 403 · 404 · 405 · 406 · 407 · 408 · 409 · 410 · 411 · 413 · 414 · 415 · 416 · 417 · 418 · 419 · 420 · 421 · 422 · 423 · 424 · 425 · 427 · 429 · 430 · 431 · 432 · 433 · 434 · 435 · 436 · 437 · 438 · 439 · 440 · 441 · 442 · 443 · 444 · 445 · 446 · 447 · 448 · 449 · 450 · 451 · 452 · 453 · 454 · 455 · 456 · 457 · 458 · 459 · 460 · 461 · 462 · 463 · 464 · 465 · 466 · 469 · 470 · 471 · 472 · 473 · 474 · 475 · 476 · 478 · 479 · 480 · 482 · 483 · 485 · 486 · 487 · 488 · 489 · 490 · 491 · 492 · 493 · 494 · 495 · 496 · 497 · 499 · >>>
Brugnummers 412, 426, 428, 467, 468, 477, 481, 484 en 498 zijn niet (meer) vergeven.